# Jochen Lettmann
Jochen Lettmann (* 10. April 1969 in Duisburg) ist ein ehemaliger deutscher Kanute, er war Deutscher Meister, Europa- und Weltmeister im Kanuslalom.
Bei den Olympischen Sommerspielen 1992 in Barcelona holte Lettmann die Bronze-Medaille im Kanuslalom mit dem Kajak. 1995 wurde er zusammen mit Oliver Fix und Thomas Becker Mannschaftsweltmeister. Bei den Olympischen Spielen 1996 in Atlanta fuhr Lettmann die schnellste Zeit, wurde aber wegen eines Torfehlers nur Achter. 1997 gewann Lettmann noch einmal Weltmeisterschaftsbronze mit der Mannschaft und beendete dann seine sportliche Laufbahn.
Für seine sportlichen Erfolge wurde er am 23. Juni 1993 mit dem Silbernen Lorbeerblatt ausgezeichnet.
Jochen Lettmann ist der Sohn von Klaus Lettmann, 1963 Weltmeister mit dem Wildwasserkanu. Jochen Lettmann ist nach dem Ende seiner sportlichen Karriere in den elterlichen Bootsbauerbetrieb in Moers eingestiegen, seit 2004 ist er zusammen mit seiner Schwester Martina Lettmann Geschäftsführer der Lettmann GmbH.